# Serghei Kvasnikov
Serghei Kvasnikov (* 12. Juni 1960 Ordschonikidse) ist ein ehemaliger ukrainischer Fußballspieler und kurzzeitig moldauischer Fußballnationalspieler.
Kvasnikov bestritt am 2. Juli 1991 in Chișinău sein einziges Länderspiel. Im Freundschaftsspiel gegen die Auswahl Georgiens spielte er auf der Position des Torwarts. Dieses Spiel ging 2:4 verloren. Auf Vereinsebene spielte er für den moldauischen Verein Zimbru Chișinău (1990/1991) und den österreichischen Verein FC Stadlau (1993/1994).